# Université de médecine d'Azerbaïdjan
L'université médicale d'Azerbaïdjan, du nom de Nariman Narimanov est le nom officiel de l'école de médecine publique située à Bakou, en Azerbaïdjan. En raison de difficultés de traduction, l'école est parfois appelée : université de médecine d'Azerbaïdjan, université de médecine d'État d'Azerbaïdjan, Institut médical d'État d'Azerbaïdjan ou simplement université de médecine L'école porte le nom de Nariman Narimanov, président du parti du Comité exécutif central de l'Union soviétique.

## Histoire
L’Université médicale d'Azerbaïdjan a été fondée en 1930. L'université compte 8 000 étudiants dans 74 départements académiques, avec une faculté de scientifiques, médecins et chargés de cours au nombre d'un peu plus de 1000. Il existe 4 cliniques, éducative-dentaire, oncologique, éducative-thérapeutique, éducative-chirurgicale fonctionnant au sein de l'université.

## Auberges
L'université fournit également des auberges pour ses étudiants. Il y a 6 auberges pour étudiants. 2 d'entre eux sont pour les filles, 2 pour les garçons et 2 auberges pour étudiants étrangers. Les auberges sont équipées de salles de lecture, de bibliothèques, de téléviseurs, qui permettent de regarder les chaînes du monde via des antennes satellite.

## Personnalités liées à l'université

### Anciens étudiants
- Teymur Musayev, urologue azeri.